# Bregninge (parochie, Ærø)
Bregninge is een parochie van de Deense Volkskerk in de Deense gemeente Ærø. De parochie maakt deel uit van het bisdom Funen en telt 534 kerkleden op een bevolking van 587 (2006). De parochie was tot 1970 deel van Ærø Herred. In dat jaar werd de parochie opgenomen in de nieuwe gemeente Ærøskøbing. Deze ging in 2007 op in de fusiegemeente Ærø.

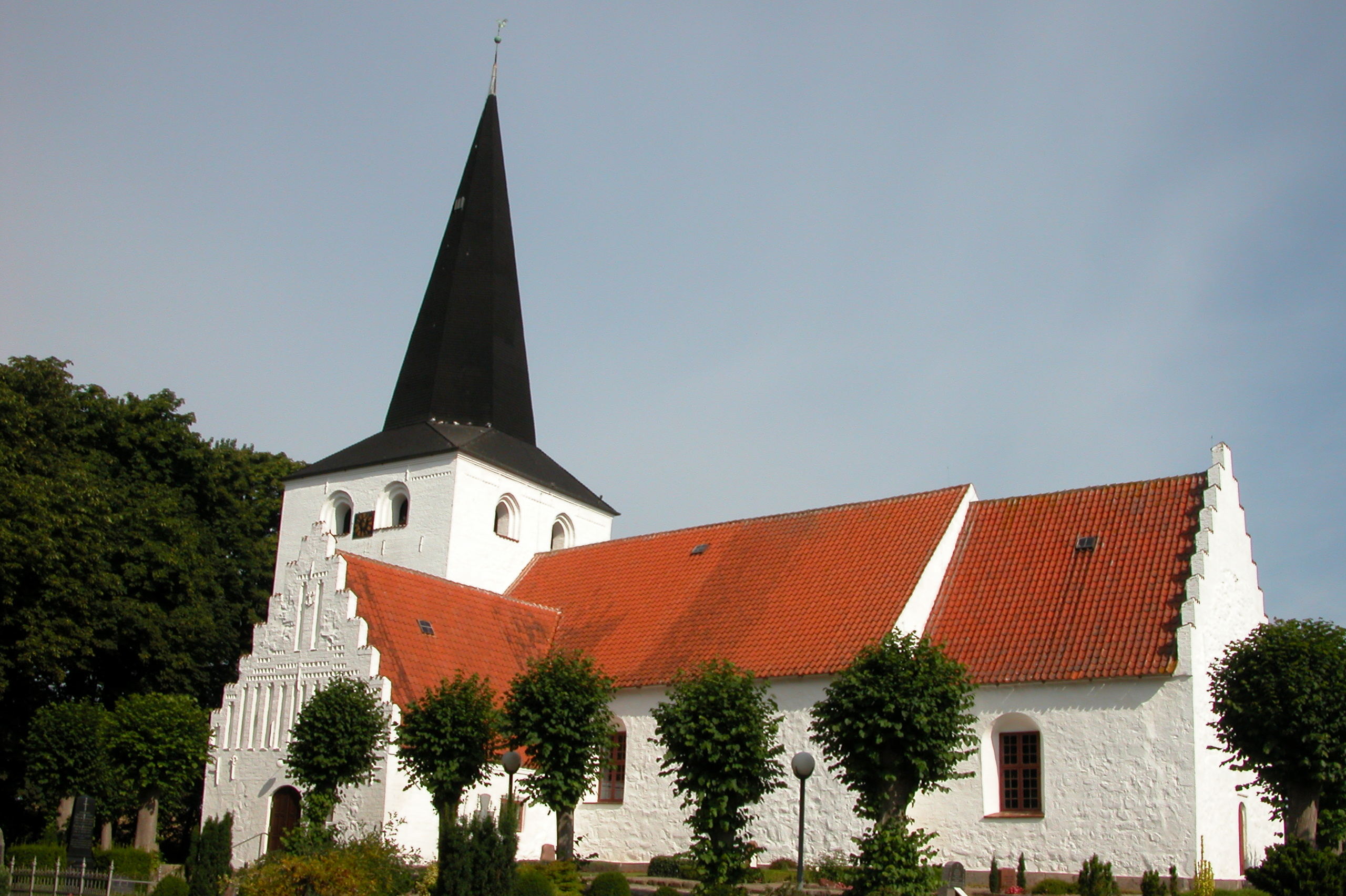
Kerk